# Woeler

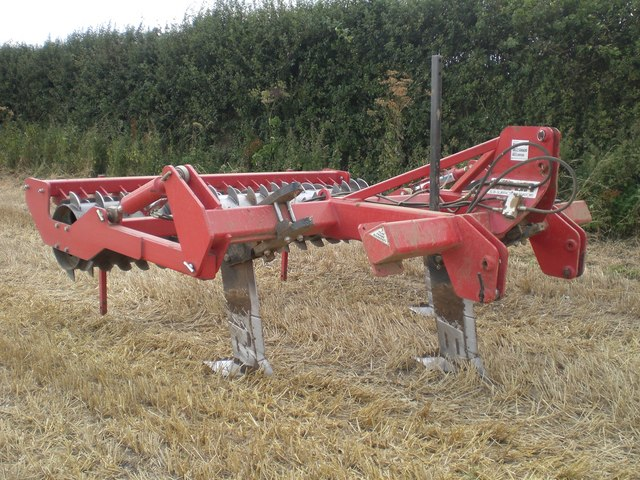
Woeler met woelpoten in een V-vorm en een packerwals als nalooprol die tevens dienst doet als diepteregeling

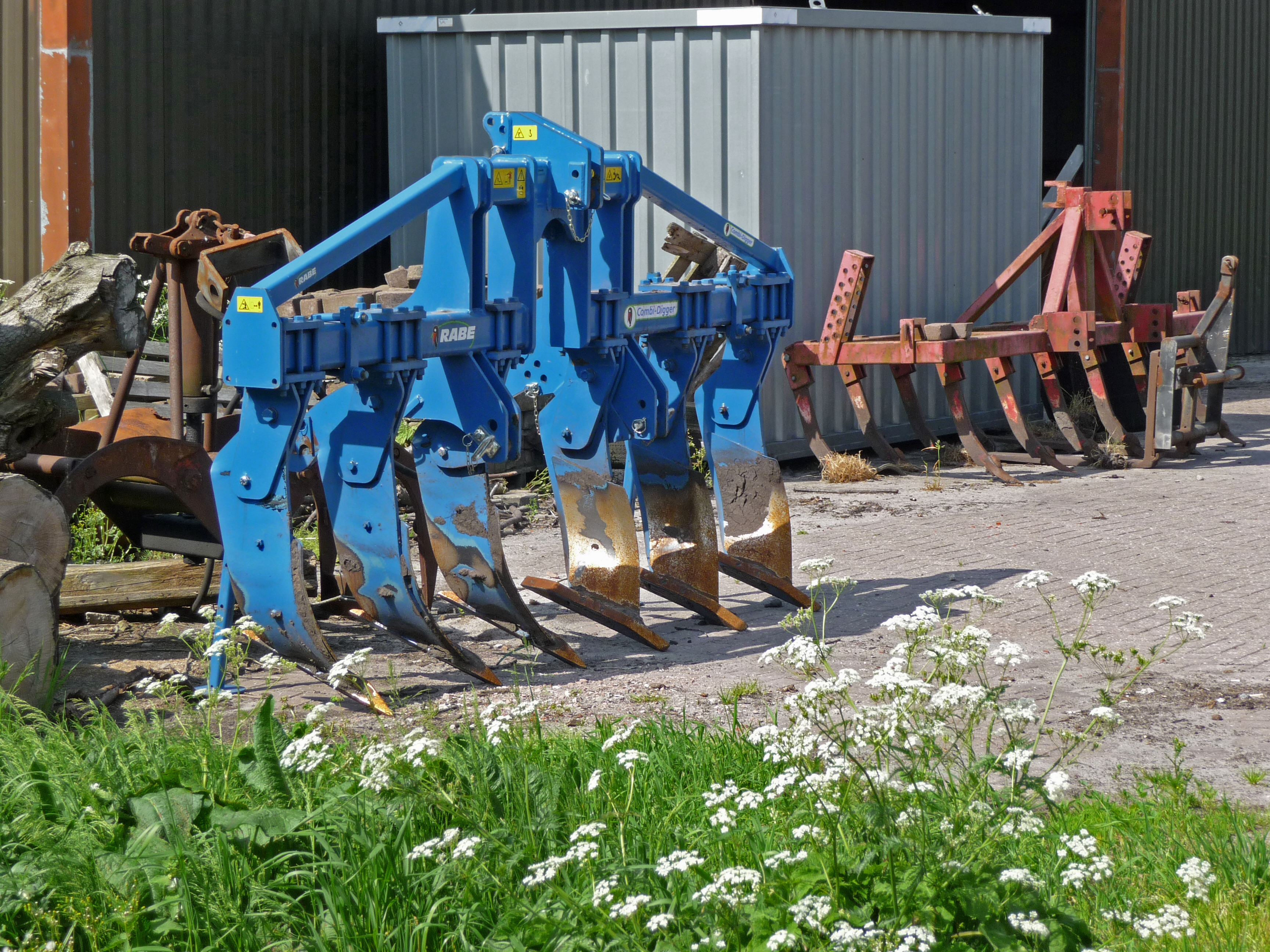
Links een woeler, rechts een grondbreker

Een decompactor, ondergrondbreker of (diep)woeler, ook wel diep- of ondergronder genoemd, is een landbouwwerktuig dat wordt gebruikt om een verdichte bodemlaag los te maken, een grondbewerking die men woelen noemt. Een woeler is in wezen een diepwerkende cultivator. De machine wordt voornamelijk ingezet om verdichte of vastgereden akkers en graslanden te decompacteren. Op die manier kan bodemverdichting – veroorzaakt door bijvoorbeeld overmatig berijden van de akker of herhaaldelijk ploegen op dezelfde diepte – worden hersteld. Een woeler op zichzelf wordt niet gebruikt om een egaal zaaibed te creëren, aangezien het werktuig de bovenste grondlaag niet intensief bewerkt. Wel kunnen er achter op de woeler, die zicht dan gedraagt als een voorzetwoeler, extra werktuigen worden gemonteerd. Zo kunnen bijvoorbeeld vanggewassen worden ingezaaid met behulp van een opbouwzaaimachine achter op de woeler zoals weergegeven in figuur I.
Een woeler is typisch geen handwerktuig; het werktuig wordt niet door menselijke kracht aangedreven. Woelen met de hand gebeurt daarentegen met een zogenaamde woelvork, die geldt als de handmatige tegenhanger van de woeler. Een minder diep werkende variant van de mechanische woeler is de cultivator met diepe tanden, ook wel grondbreker genoemd. Terwijl een woeler de bovenste grondlaag nauwelijks bewerkt, doet een grondbreker dat meestal wel. Beide types landbouwwerktuigen lopen echter in elkaar over, waardoor er veel hybride uitvoeringen beschikbaar zijn die kenmerken van zowel woelers als diepwerkende cultivatoren combineren. Een dieper werkende variant van de woeler is de diep- of ondergronder. Deze is doorgaans uitgerust met slechts enkele woelpoten, maar dringt aanzienlijk dieper in de bodem. Diepgronders of ondergronders worden voornamelijk ingezet in de bouwsector, bijvoorbeeld om verharde oppervlakken te scheuren. Wanneer zo’n werktuig achter op een bulldozer is gemonteerd, spreekt men van een ripper. Een woeler mag niet worden verward met een molploeg: een landbouwwerktuig dat wordt gebruikt om ondergrondse afwateringskanalen aan te leggen, ook wel moldrainage genoemd.

Landbouwwerktuigen die niet door menselijke arbeid worden aangedreven komen doorgaans in drie uitvoeringen voor: zelfrijdend, getrokken of gedragen. Een zelfrijdend landbouwwerktuig beschikt over een eigen aandrijving en wordt ook wel een zelfrijder genoemd. Getrokken en gedragen landbouwwerktuigen vereisen daarentegen een extern werkvoertuig, zoals een tractor. Een getrokken werktuig heeft een eigen onderstel, terwijl een gedragen werktuig dat niet heeft en dus door het trekkende voertuig wordt opgetild en neergelaten. Een woeler komt voornamelijk voor in een gedragen uitvoering. In landen buiten België en Nederland, waar de akkers doorgaans groter zijn, komen ook getrokken woelers voor. In beide gevallen wordt een tractor als werkvoertuig gebruikt.

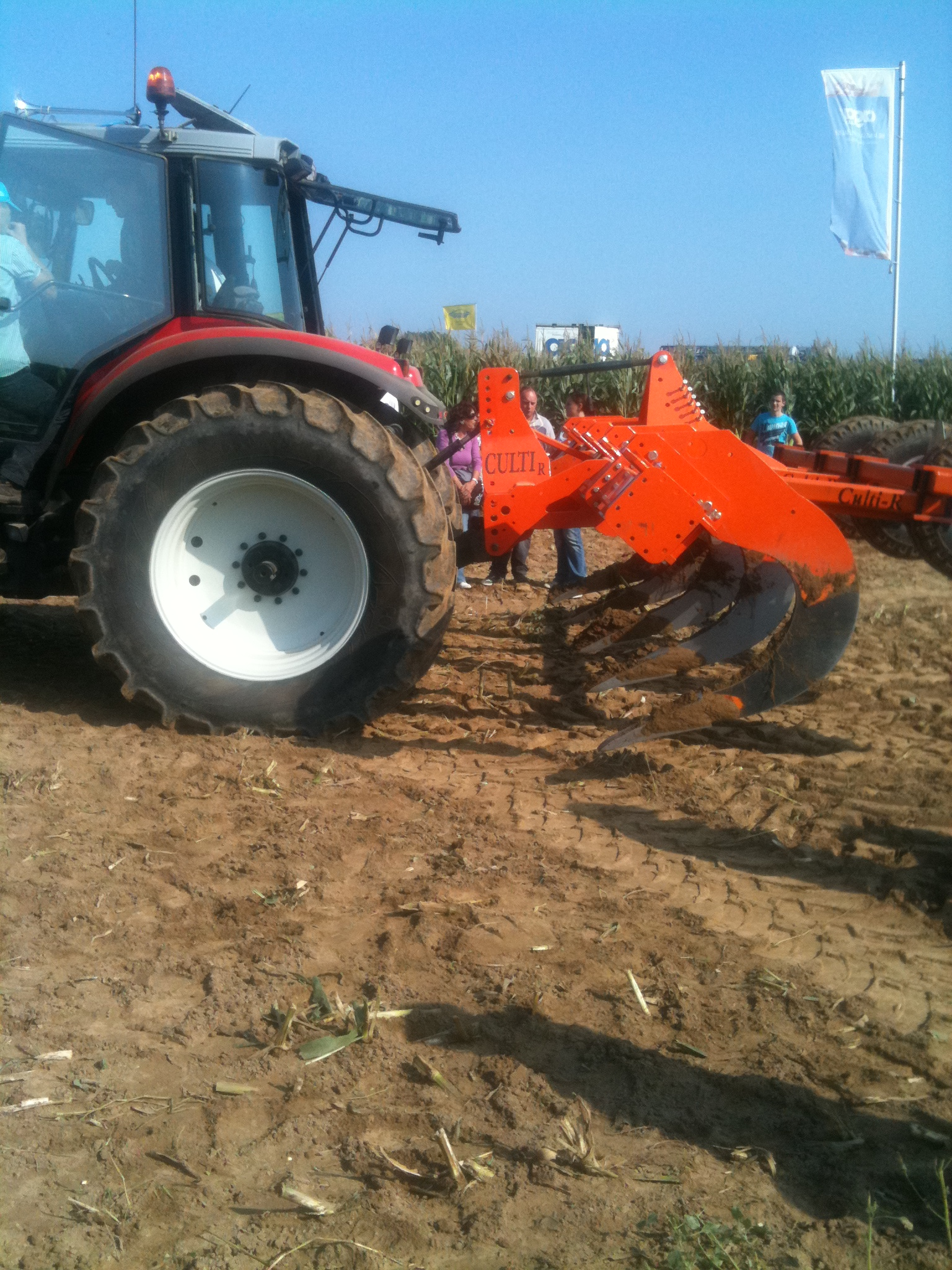
Gedragen woeler
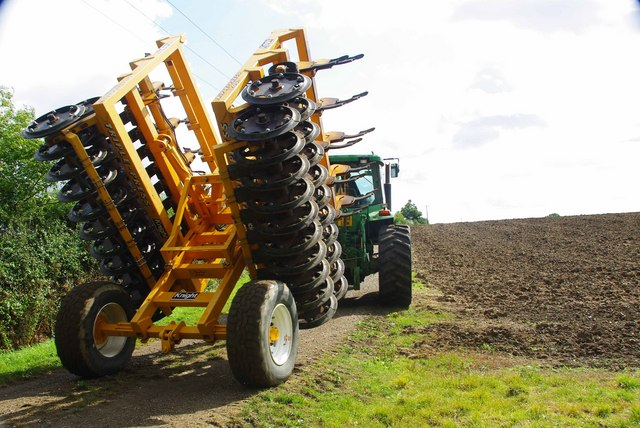
Getrokken woeler met nalooprol

## Gebruik

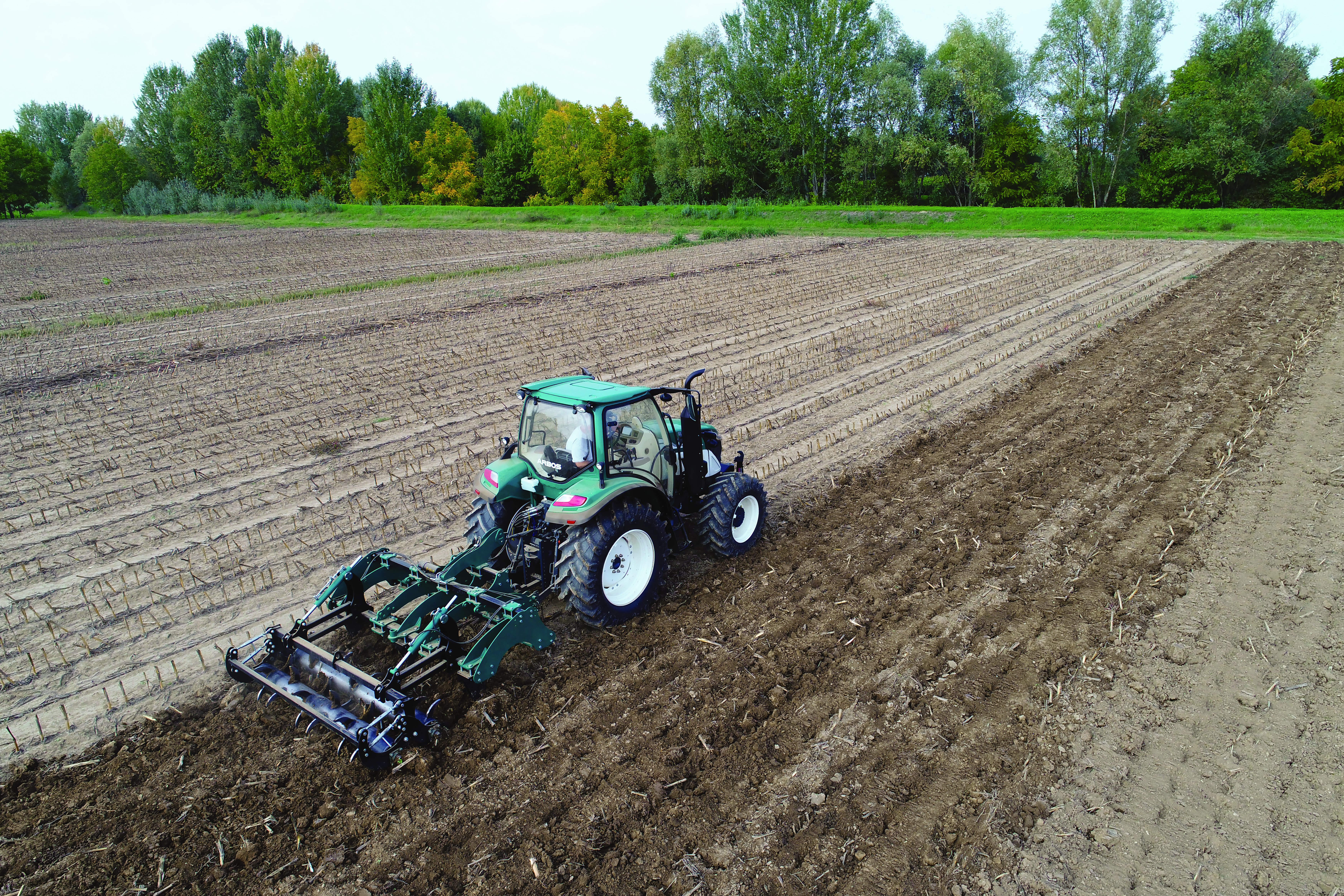
Woeler met twee rijen tanden en een dubbele buisfreesrol

In het voorjaar gebruiken de meeste landbouwers een ploeg om bijvoorbeeld dierlijke mest of groenbedekkers onder te werken. Door de bodem telkens op dezelfde diepte te ploegen, kan er echter een ploegzool ontstaan: een verdichte bodemlaag net onder de bouwvoor. Deze compacte bodemlaag verstoort de waterhuishouding, de beworteling en het bodemleven. Landbouwers proberen deze verdichte laag te doorbreken aan de hand van een woeler. Het woelen vindt plaats wanneer de ondergrond voldoende droog is – meestal in het voorjaar, vóór het planten van een nieuw gewas, of na de oogst van het hoofdgewas. Na het woelen wordt aangeraden om meteen een gewas te zaaien, hetzij het hoofdgewas, hetzij een groenbemester. Deze gewassen wortelen deels in de ontstane poriën, waardoor de bodemstructuur behouden blijft en de porositeit minder snel afneemt. Steeds vaker beschikken landbouwers – vooral akkerbouwers – over een eigen woeler aangezien de aankoop financieel haalbaar is. Toch wordt er geregeld een beroep gedaan op loonwerkers, omdat grote woelers veel trekkracht vereisen en dus een zware tractor.

## Bouw, werking en eigenschappen

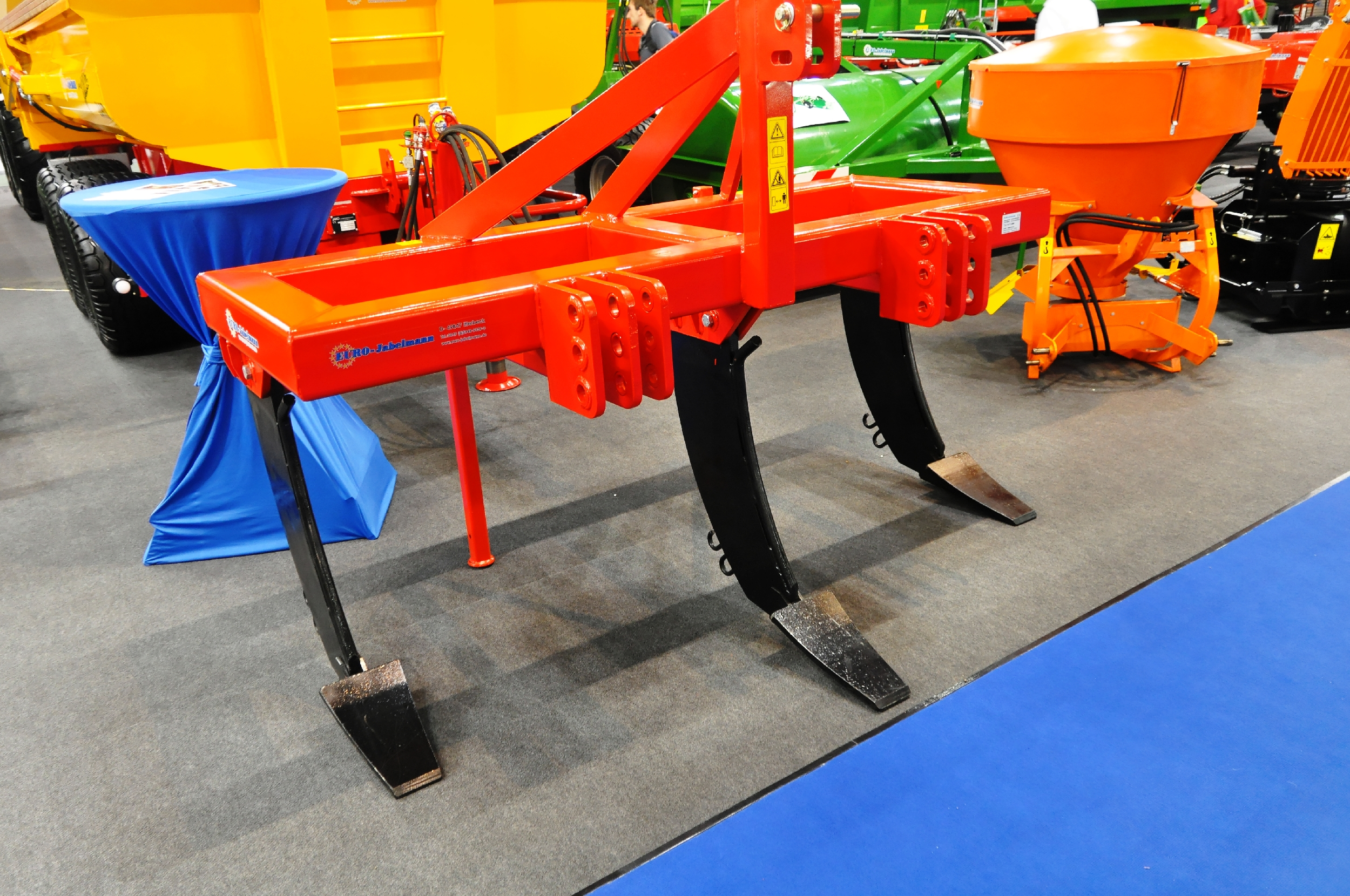
Woeler met driepuntsophanging en woelpoten in een V-vorm. Onderaan de woelpoten zitten de woelplaten.

Het frame van de woeler is aan de voorzijde uitgerust met een driepuntsophanging of een dissel, afhankelijk van of het om een gedragen of een getrokken uitvoering gaat. Aan de onderzijde van het frame bevinden zich een aantal lange tanden, ook wel woelpoten genoemd. Elke woelpoot bestaat uit een tand en een beitel. De tand dringt verticaal in de grond en is naar voren gekromd. Sommige woelers beschikken over zijdelings gekromde tanden, die niet alleen naar voren, maar ook naar links of rechts buigen. Onderaan de tand bevindt zich de beitel, ook wel woelplaat genoemd, die de grond oplicht en zijdelings wegduwt. Zo worden storende verdichte lagen doorbroken, waardoor de waterdoorlaatbaarheid en bodemstructuur verbeteren. Er bestaan ook oscillerende woelers, waarbij de woelpoten een trillende beweging maken en zo de bodem extra losmaken.
De woelpoten zijn vrijwel altijd voorzien van een breekboutbeveiliging, weergegeven in figuur II. Wanneer een tand op een onverzettelijk obstakel stuit breekt de bout waardoor de tand, of naar achteren scharniert, of loskomt van het frame. Dit principe voorkomt zware schade aan de woeler of de tractor. In plaats van breekbouten kunnen woelpoten ook uitgerust zijn met een hydraulische overbelastingsbeveiliging, zoals weergegeven in figuur III, of een drukveer. Bij een obstakel kantelt de tand dan naar achteren, zonder af te breken, waarna de hydraulische druk of de veer de tand weer in zijn oorspronkelijke positie brengt.
Woelers met één rij, al dan niet versprongen woelpoten, worden vaak gecombineerd met een werktuig dat achter op de woeler is gemonteerd. In dat geval spreekt men van een voorzetwoeler. Woelers met meerdere rijen tanden, bijvoorbeeld in een V-vorm, zijn daarentegen minder geschikt voor deze toepassing omdat de extra opbouwwerktuigen te ver zouden uitsteken. Vaak is een woeler ook uitgerust met een nalooprol of wals, zoals een profielringrol of buizenrol. Deze dient om de bodem na het woelen weer licht aan te drukken en het oppervlak te egaliseren.
De werkdiepte van een woeler ligt doorgaans tussen de 30 en 60 cm. Indien de akker jaarlijks wordt geploegd, wordt aangeraden om ongeveer 5 cm dieper te woelen dan de gebruikelijke ploegdiepte. Sommige woelers kunnen de bodem tot 80 cm diep losmaken. De werkdiepte van een woeler is instelbaar via de achterhef van de tractor, eventueel aanwezige dieptewielen, of een nalooprol. Een gedragen woeler heeft doorgaans een werkbreedte van circa 3 m en vereist een tractorvermogen van ongeveer 150 pk. Getrokken woelers, meestal hydraulisch opklapbaar om transport op de openbare weg mogelijk te maken, kunnen werkbreedtes van meer dan 8 m bereiken en vereisen tot wel 550 pk.

## Galerij

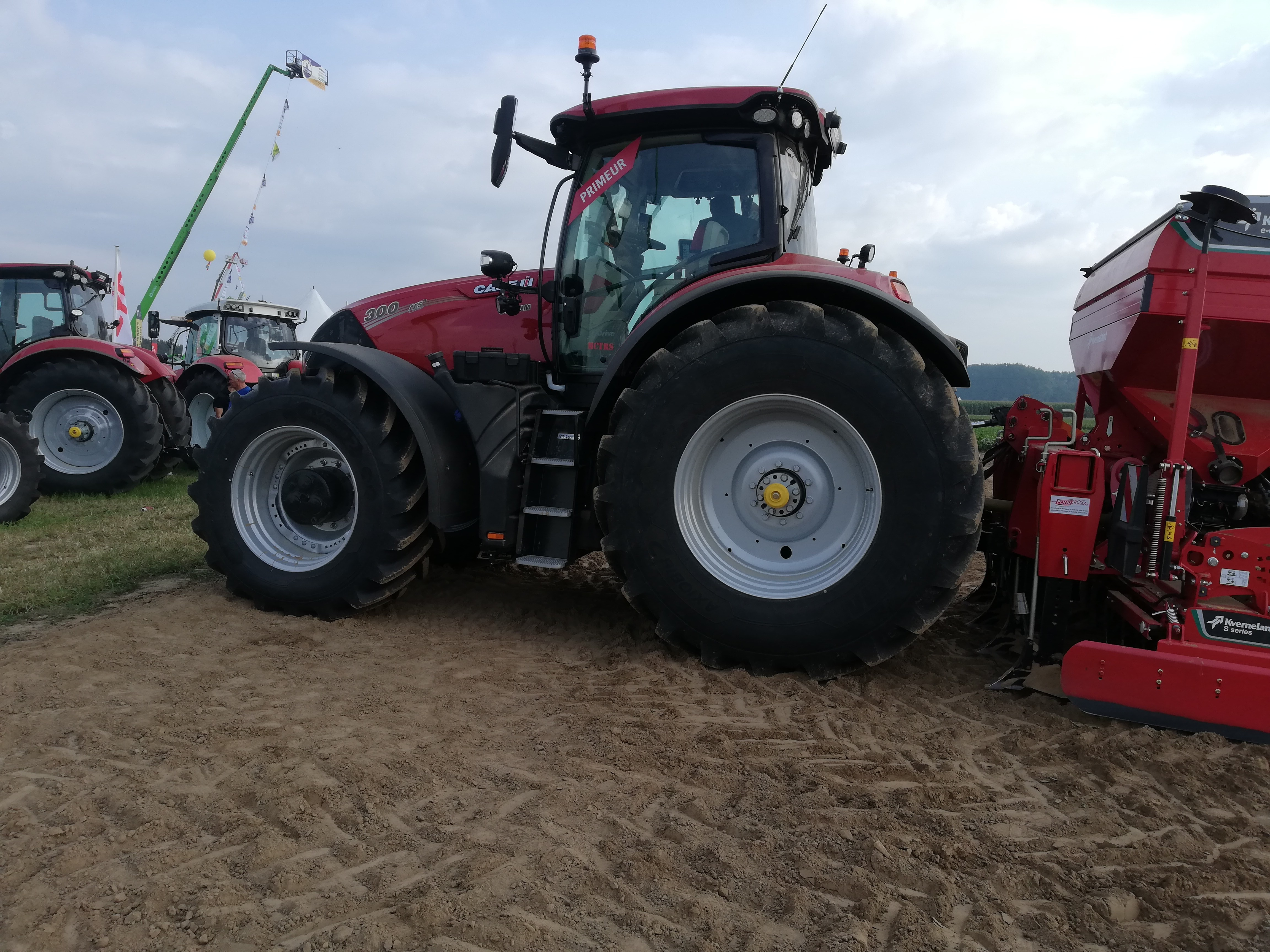
Figuur I: voorzetwoeler met rechte tanden. Daarachter hangt een rotorkopeg met opbouwzaaimachine.
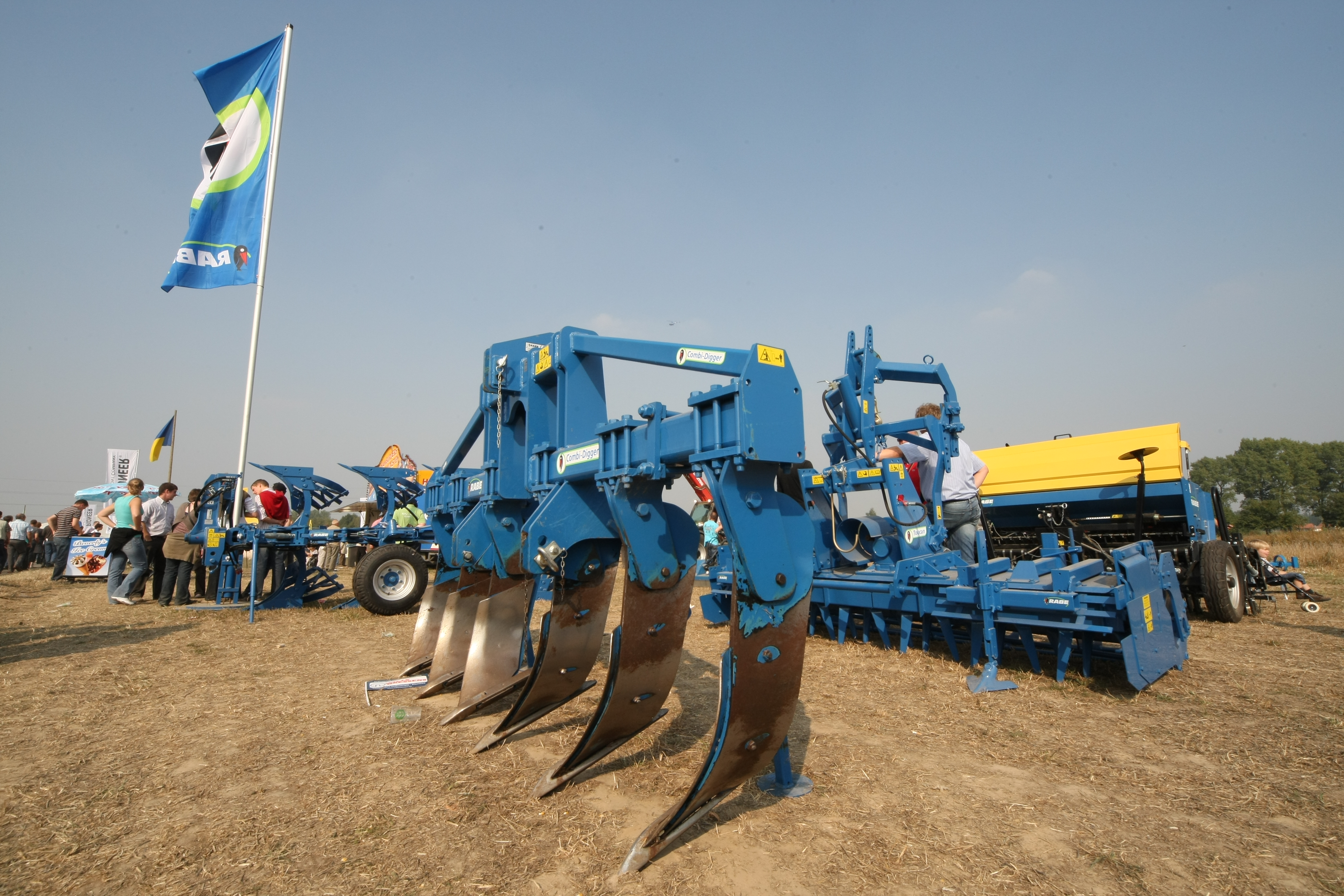
Figuur II: voorzetwoeler met zes woelpoten. De tanden zijn zijdelings gekromd en beveiligd met een breekboutbeveiliging.
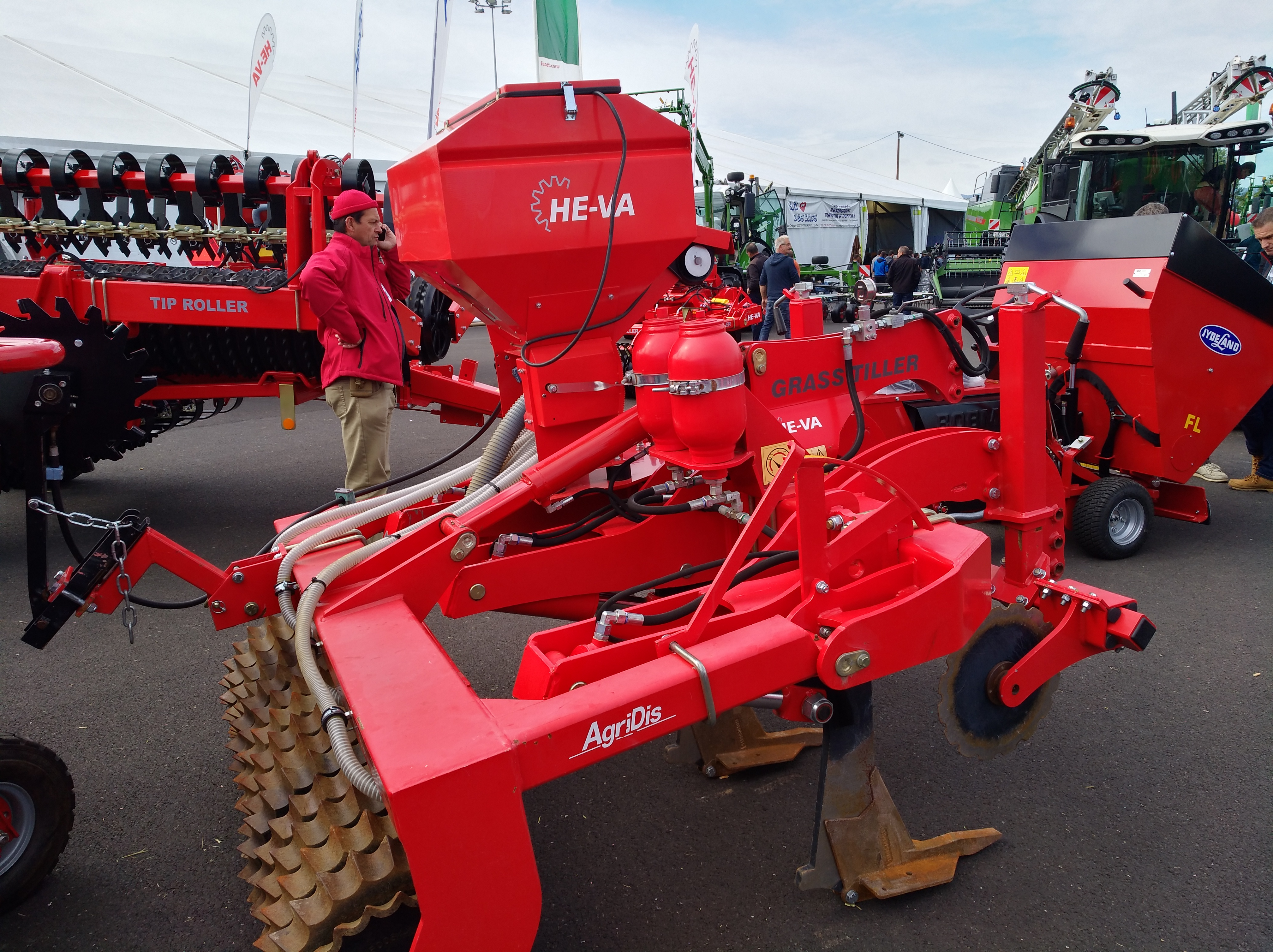
Figuur III: woeler met vóór de woeltanden (met onderaan roestkleurige woelplaten) schijven, erachter een Orionrol. Zie ook de hydraulische overbelast-beveiliging.
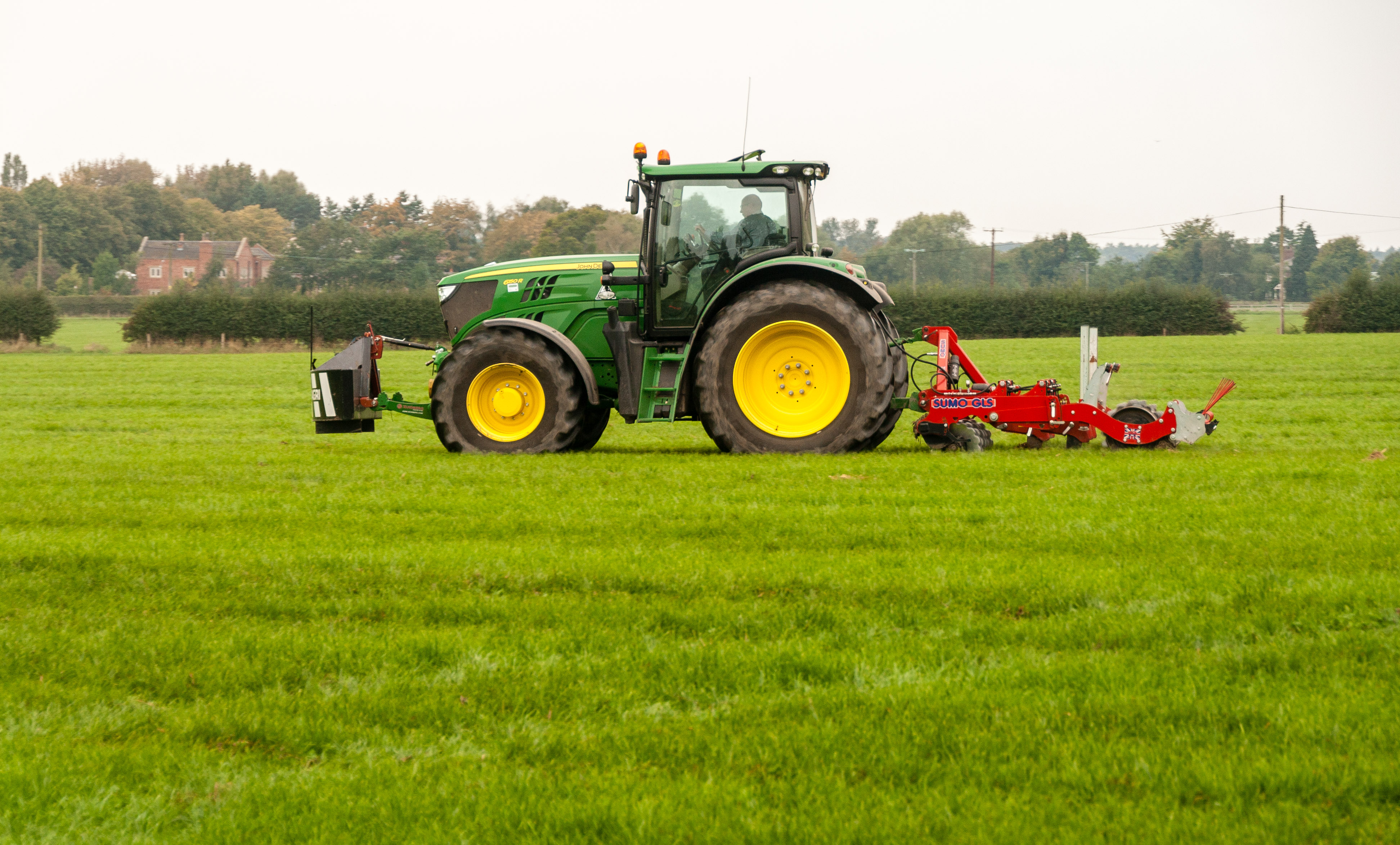
Woeler met twee rijen ondiepe woeltanden om grasland los te trekken. Voor de woeltanden bevinden zich schijven, erachter een packerwals.